# Käina (obec)
Obec Käina (estonsky Käina vald) je bývalá samosprávná obec v estonském kraji Hiiumaa. V roce 2017 byla začleněna do obce Hiiumaa. 

## Obyvatelstvo
Na území zrušené obce žije něco přes dva tisíce obyvatel, z toho necelá polovina v městečku Käina, podle něhož byla obec pojmenována a které je jejím správním centrem. Jako další sídla patří k obci 34 vesnic — Aadma, Allika, Esiküla, Jõeküla, Kaasiku, Kaigutsi, Kassari, Kleemu, Kogri, Kolga, Kuriste, Laheküla, Lelu, Ligema, Luguse, Moka, Mäeküla, Mäeltse, Männamaa, Nasva, Niidiküla, Nõmme, Nõmmerga, Orjaku, Putkaste, Pärnselja, Ristivälja, Selja, Taguküla, Taterma, Utu, Vaemla, Villemi a Ühtri.